# It's A Secret
It's A Secret är en låt av Style. Den släpptes som singel 1988 och nådde som bäst andra plats på Trackslistan.

## Låtlista

### Singel
Sida A
1. "It's A Secret" – 4:04

Sida B
1. "New World" – 4:14

### Maxisingel
Sida A
1. "It's A Secret (Extended Secret)" – 8:17

Sida B
1. "It's A Secret" – 4:05
2. "New World" – 4:14